# Bahnradsport-Weltmeisterschaften 1987
Die Bahnradsport-Weltmeisterschaften 1987 fanden im August 1987 in Wien statt.
14 Entscheidungen standen auf dem Programm, zwölf für Männer (fünf für Profis, sieben für Amateure), zwei für Frauen.
Die Weltmeisterschaften wurden von der Mannschaft der Sowjetunion dominiert, die bei den Amateuren vier von sieben Titeln errang. Der Schweizer Urs Freuler wurde zum siebten Mal in Folge Weltmeister im Punktefahren.

## Resultate

### Frauen
| Disziplin                | Platz | Land                            | Athlet                  |
| ------------------------ | ----- | ------------------------------- | ----------------------- |
| Sprint                   | 1     | Sowjetunion                     | Erika Salumäe           |
|                          | 2     | Deutsche Demokratische Republik | Christa Rothenburger    |
|                          | 3     | Vereinigte Staaten              | Connie Paraskevin-Young |
| Einerverfolgung (3000 m) | 1     | Vereinigte Staaten              | Rebecca Twigg           |
|                          | 2     | Frankreich                      | Jeannie Longo           |
|                          | 3     | Vereinigte Staaten              | Melissa Mayfield        |

### Männer

#### Profis
| Disziplin            | Platz | Land           | Athlet                                |
| -------------------- | ----- | -------------- | ------------------------------------- |
| Sprint               | 1     | Japan          | Nobuyuki Tawara                       |
|                      | 2     | Japan          | Hideyuki Matsui                       |
|                      | 3     | Italien        | Claudio Golinelli                     |
| Keirin               | 1     | Japan          | Harumi Honda                          |
|                      | 2     | Italien        | Claudio Golinelli                     |
|                      | 3     | Schweiz        | Urs Freuler                           |
| Einerverfolgung      | 1     | Dänemark       | Hans-Henrik Ørsted                    |
|                      | 2     | Dänemark       | Jesper Worre                          |
|                      | 3     | Großbritannien | Tony Doyle                            |
| Punktefahren (50 km) | 1     | Schweiz        | Urs Freuler                           |
|                      | 2     | Großbritannien | Tony Doyle                            |
|                      | 3     | Belgien        | Roger Ilegems                         |
| Steherrennen         | 1     | Schweiz        | Max Hürzeler (hinter Ueli Luginbühl)  |
|                      | 2     | Australien     | Danny Clark (hinter Karl Igl)         |
|                      | 3     | BR Deutschland | Werner Betz (hinter Christian Dippel) |

#### Amateure
| Disziplin                      | Platz | Land                            | Athlet                                                                  |
| ------------------------------ | ----- | ------------------------------- | ----------------------------------------------------------------------- |
| Sprint                         | 1     | Deutsche Demokratische Republik | Lutz Heßlich                                                            |
|                                | 2     | Deutsche Demokratische Republik | Michael Hübner                                                          |
|                                | 3     | Deutsche Demokratische Republik | Bill Huck                                                               |
| Zeitfahren (1000 m)            | 1     | Australien                      | Martin Vinnicombe                                                       |
|                                | 2     | Deutsche Demokratische Republik | Jens Glücklich                                                          |
|                                | 3     | Sowjetunion                     | Konstantin Chrabzow                                                     |
| Tandem                         | 1     | Frankreich                      | Fabrice Colas/Frédéric Magné                                            |
|                                | 2     | Italien                         | Andrea Faccini/Roberto Nicotti                                          |
|                                | 3     | Tschechien                      | Vítězslav Vobořil/Lubomír Hargaš                                        |
| Einerverfolgung (4000 m)       | 1     | Sowjetunion                     | Gintautas Umaras                                                        |
|                                | 2     | Sowjetunion                     | Wjatscheslaw Jekimow                                                    |
|                                | 3     | Sowjetunion                     | Artūras Kasputis                                                        |
| Mannschaftsverfolgung (4000 m) | 1     | Sowjetunion                     | Wjatscheslaw Jekimow/Alexander Krasnow/ Wiktor Manakow/Sergei Chmelinin |
|                                | 2     | Deutsche Demokratische Republik | Steffen Blochwitz/Dirk Meier/ Carsten Wolf/Roland Hennig                |
|                                | 3     | Tschechien                      | Pavel Soukup/Miroslav Kundera/ Svatopluk Buchta/Miroslav Junec          |
| Punktefahren (50 km)           | 1     | Sowjetunion                     | Marat Ganejew                                                           |
|                                | 2     | BR Deutschland                  | Uwe Messerschmidt                                                       |
|                                | 3     | Frankreich                      | Pascal Lino                                                             |
| Steherrennen (50 km)           | 1     | Italien                         | Mario Gentili (hinter Walter Corradin)                                  |
|                                | 2     | Italien                         | Vincenzo Colamartino (hinter Gianni Fratarcangeli)                      |
|                                | 3     | Österreich                      | Roland Königshofer (hinter Karl Igl)                                    |

## Medaillenspiegel
|    | Nation                          |   |   |   | Gesamt |
| -- | ------------------------------- | - | - | - | ------ |
| 1  | Sowjetunion                     | 4 | 2 | 1 | 7      |
| 2  | Japan                           | 2 | 1 |   | 3      |
| 3  | Schweiz                         | 2 |   | 1 | 3      |
| 4  | Deutsche Demokratische Republik | 1 | 4 | 1 | 6      |
| 5  | Italien                         | 1 | 3 | 1 | 5      |
| 6  | Australien                      | 1 | 2 | 1 | 4      |
| 7  | Frankreich                      | 1 | 1 | 1 | 3      |
| 8  | Dänemark                        | 1 | 1 |   | 2      |
| 9  | Vereinigte Staaten              | 1 |   | 2 | 3      |
| 10 | BR Deutschland                  |   | 1 | 1 | 2      |
| 11 | Österreich                      |   |   | 1 | 1      |
| 11 | Belgien                         |   |   | 1 | 1      |
| 11 | Tschechien                      |   |   | 1 | 1      |